# Кусевицький Сергій Олександрович
Сергій Олександрович Кусеви́́цький (26 липня 1874, Вишній Волочок — 4 червня 1951, Бостон) — російський і американський диригент.

## Біографія
Народився в музичній єврейській родині, навчався грі на скрипці, віолончелі, фортепіано. Потім учився в Москві, з 1894 — контрабасист в оркестрі Большого театру. 1903 емігрував до Німеччини, з 1908 виступав як диригент. 1909 року заснував у Москві власний оркестр, виступав із творами Стравінського і С. Прокоф'єва, концертував у Європі. Після революції керував симфонічним оркестром у Петрограді (1917—1920), потім переїхав до Парижа, де з 1921 по 1928 проходили «Концерти Сергія Кусевицького».
У 1924—1949 успішно керував Бостонським симфонічним оркестром, під його керування оркестр досяг значних успіхів.
1942 року заснував Музичний фонд Кусевицького, з його засобів вручається міжнародна музична премія. Серед учнів Кусевицького — Леонард Бернстайн.
Іменем Кусевицького названий астероїд 1799 Koussevitzky.